# Madman (film)
Pour plus de détails, voir Fiche technique et Distribution.
Madman (aussi connu sous le nom de Madman Marz ou encore The Legend Lives) est un film américain d'horreur, dans le genre des slashers, réalisé et écrit par Joe Giannone, sorti aux États-Unis en janvier 1982. Il a depuis acquis le statut de film culte.

## Synopsis
En colonie de vacances dans un camp d'été, des adolescents sont attaqués par un tueur psychopathe…

## Fiche technique
- Titre : Madman
- Autres titres : Madman Marz / The Legend Lives
- Réalisation : Joe Giannone
- Scénario : Joe Giannone, Gary Sales
- Production : Gary Sales, Sam Marion, The Legend Lives Company
- Musique : Stephen Horelick
- Photographie : James Lemmo (crédité en tant que James Momel)
- Montage : Daniel Loewenthal
- Décors : William Scheck
- Costumes : Paulette Aller
- Pays d'origine : États-Unis
- Langue : anglais
- Genre : Horreur/Slasher
- Durée : 88 minutes
- Date de sortie :
  -  États-Unis : 1er janvier 1982
- Interdit aux moins 12 ans

## Distribution
- Gaylen Ross : Betsy (créditée en tant qu'Alexis Dubin)
- Tony Fish : T.P.
- Harriet Bass : Stacy
- Seth Jones : Dave
- Jan Claire : Ellie
- Alexander Murphy Jr. : Bill
- Paul Ehlers : Madman Marz

## Anecdotes
La femme de l'acteur Paul Ehlers ayant accouché pendant le tournage, celui-ci le quitta précipitamment et se rendit à la maternité en portant toujours le costume complet de Madman Marz.
Les groupes Mortician et CKY ont rendu hommage à ce film. Mortician a utilisé un sample extrait du film sur son album Re-Animated Dead Flesh en 2004 et CKY à travers sa chanson Escape from Hellview.

## Distinctions
Nominations
- Saturn Award 1982 :
  - Saturn Award du meilleur film à petit budget